# Robert D. Maurer
Robert Distler Maurer (* 20. Juli 1924 in Arkadelphia, Arkansas) ist ein US-amerikanischer Physiker und Glasfaser-Pionier.
Maurer studierte an der University of Arkansas, zuerst Chemieingenieur, dann Physik. Unterbrochen wurde dies vom Militärdienst im Zweiten Weltkrieg, bei der er in Europa durch eine Landmine schwer verwundet wurde und das Purple Heart erhielt. 1948 erhielt er seinen Bachelor-Abschluss in Physik an der University of Arkansas und 1951 wurde er am Massachusetts Institute of Technology promoviert (Messung des zweiten Schalls in flüssigem Helium). Von 1952 bis 1989 war er bei den Corning Glass Works, wo er ab 1960 die Gruppe Angewandte Physik leitete und 1978 Research Fellow wurde. 
Um 1966 hörte er von Glasfaser-Pionierarbeiten durch Charles Kuen Kao in England und man beschloss bei Corning Glass selbst in die Entwicklung einzusteigen. Durch neu entwickelte Herstellungsverfahren gelang es, die Verluste unter 20 Dezibel pro Kilometer zu drücken, so dass die Verwendung in der optischen Nachrichtenübertragung möglich wurde. Beteiligt waren auch Donald Keck und Peter C. Schultz.

## Auszeichnungen
- 1978 Industrial Physics Preis der American Physical Society (APS)
- 1978 IEEE Morris N. Liebmann Memorial Award[2]
- 1979 Wahl in die National Academy of Engineering[3]
- 1979 Ericsson Preis für Telekommunikation[1]
- 1980 Ehrendoktor der University of Arkansas[4]
- 1987 John Tyndall Award[5]
- 1989 International Prize for New Materials der APS[6]
- 1993 Aufnahme in die National Inventors Hall of Fame[7]
- 1999 Charles-Stark-Draper-Preis[8]
- 2000 National Medal of Technology[9]
- 2007 NEC C&C Prize[10]
- Fellow des American Institute of Physics
- IEEE Fellow